# Marit Björstedt
Marit Björstedt, född 20 april 1981, är en svensk före detta fotbollsspelare.
Björstedt slutade tvåa i skytteligan i Damallsvenskan 2001 med 16 gjorda mål.
Björstedt har spelat 16 matcher för Sveriges U17-landslag och gjort fem mål. Hon har spelat 17 landskamper för U19-landslaget och gjort åtta mål. Björstedt har gjort två mål på åtta matcher för U23-landslaget. Hon har även spelat tre landskamper för A-landslaget.

## Klubbar
- Alnö IF
- Sundsvalls DFF
- Kopparbergs/Landvetter IF